# Purple Rain (음반)
| 전문가 평가                   | 전문가 평가 |
| 평가 점수                     | 평가 점수   |
| 출처                          | 점수        |
| ----------------------------- | ----------- |
| AllMusic                      | [ 4 ]       |
| Blender                       | [ 5 ]       |
| Chicago Sun-Times             | [ 6 ]       |
| Christgau's Record Guide      | A−          |
| Entertainment Weekly          | B           |
| The Guardian                  | [ 9 ]       |
| Pitchfork                     | 10/10       |
| Rolling Stone                 | [ 11 ]      |
| The Rolling Stone Album Guide | [ 12 ]      |
| Spin Alternative Record Guide | 9/10        |

《Purple Rain》은 미국의 가수이자 작곡가, 프로듀서, 멀티인스트루멘탈리스트인 프린스의 여섯 번째 스튜디오 음반이다. 이 음반은 그의 밴드의 더 레볼루션을 최초로 선보였으며, 1984년 동명의 영화 사운드트랙이고, 워너 브라더스 레코드에 의해 1984년 6월 25일에 발매되었다.
미국에서는 이 음반이 1984년 7월 14일 주 빌보드 200에서 11위로 데뷔했으며 약 150만 장이 팔렸고, 차트 4주 만에 1984년 8월 4일에 1위에 올랐다. 음반의 처음 두 싱글인 〈When Doves Cry〉와 〈Let's Go Crazy〉는 미국 싱글 차트에서 1위를 차지했고, 전 세계적으로 히트했으며, 타이틀곡은 빌보드 핫 100에서 2위에 올랐다. 《Purple Rain》은 빌보드 200에 총 122주 동안 존재했다.
프린스 앤 더 레볼루션은 1984년 그래미 어워드 《Purple Rain》을 수상했으며, 보컬과 함께 듀오나 그룹의 최우수 록 보컬상을 받았으며, 4명의 작곡가(넬슨, 콜먼, 프린스, 멜보인)는 비주얼 미디어의 베스트 스코어 사운드 트랙을 수상했으며, 음반은 올해의 앨범 후보에 올랐다. 《Purple Rain》은 1985년에 오스카 최우수 원곡상을 수상하기도 했다. 2008년 현재 전 세계적으로 2500만 장 이상이 팔리며 역대 3번째로 많이 팔린 사운드트랙 음반이다. 이 음반은 미국 음반 산업 협회에 의해 13번 플래티넘(다이아몬드) 인증을 받았다. 《Purple Rain》은 음악 역사상 가장 좋은 음반에 정기적으로 랭크되며 1987년 더블 음반 《Sign o' the Times》와 함께 프린스의 걸작으로 널리 알려져 있다. 2012년, 이 음반은 "문화적으로, 역사적으로, 또는 미적으로 중요한" 사운드 녹음 목록으로 미국 의회도서관의 내셔널 레코딩 레지스트리 목록에 추가되었다.

## 발매
미국에서는 1984년 7월 14일 주 빌보드 200에서 《Purple Rain》이 11위로 데뷔했다. 차트에서 4주 후에, 1984년 8월 4일에 1위에 올랐다. 이 음반은 1984년 8월 4일부터 1985년 1월 18일까지 빌보드 200에서 24주 연속 1위를 기록했고, 10위 안에 든 32주 이상이 역대 최고의 사운드트랙 중 하나가 되었다. 1984년과 1985년 두 차례 브루스 스프링스틴의 《Born in the U.S.A.》와 음반 차트 1위 자리를 맞바꾸었다. 프린스는 엘비스 프레슬리와 비틀즈에 이어 세 번째로 미국에서 음반, 싱글, 영화를 동시에 가진 아티스트가 되었다. 《Purple Rain》은 빌보드 200에 12주 동안 있었다. 1991년 닐슨 사운드스캔 시대가 도래한 후 이 음반은 300만장이 더 팔렸다. 1996년까지 이 음반은 미국에서 1300만장이 팔리면서 미국 음반 산업 협회가 13배 플래티넘을 인증했다.
영국에서 《Purple Rain》은 1984년 7월 21일 영국 음반 차트 21위에 진입했고, 도달한 차트에서 35주 후에 1985년 3월 16일 주 동안 7위에 정점을 찍고 일주일 동안 그곳에 머물면서 다음 주에는 12위로 떨어졌다. 이 음반은 86주 동안 차트에 머물렀다. 1990년 5월 1일 영국 축음기 협회로부터 60만장 판매량을 나타내는 2배 플래티넘을 인증받았다. 1988년까지 《Purple Rain》은 전세계적으로 1700만장이 팔리면서 1980년대 가장 큰 음반 중 하나가 되었다. 2017년 디럭스판이 발매된 후, 《Purple Rain》은 미국, 영국, 오스트리아를 포함한 전 세계 10위권 차트에 재진입했다. 이 음반은 빌보드 200에서 5만2천장이 팔리면서 4위로 데뷔했다. 《Purple Rain》은 전세계적으로 2천5백만장 이상이 팔렸다. 이 음반은 캐나다, 뉴질랜드, 영국에서도 멀티플래티넘이다.

## 곡 목록
모든 곡들은 특별한 언급이 없는 한 프린스에 의해 작사/작곡하였다.
| #  | 제목                                                           | 재생 시간 |
| -- | -------------------------------------------------------------- | --------- |
| 1. | 〈Let's Go Crazy〉                                             | 4:39      |
| 2. | 〈Take Me with U〉                                             | 3:54      |
| 3. | 〈The Beautiful Ones〉                                         | 5:13      |
| 4. | 〈Computer Blue (프린스, 존 L. 넬슨, 웬디 & 리사, 닥터 핑크)〉 | 3:59      |
| 5. | 〈Darling Nikki〉                                              | 4:14      |

| #  | 제목                | 재생 시간 |
| -- | ------------------- | --------- |
| 6. | 〈When Doves Cry〉  | 3:44      |
| 7. | 〈I Would Die 4 U〉 | 2:49      |
| 8. | 〈Baby I'm a Star〉 | 4:24      |
| 9. | 〈Purple Rain〉     | 8:41      |

## 인증
| 국가                                                  | 인증         | 판매량/출하량 |
| ----------------------------------------------------- | ------------ | ------------- |
| 오스트레일리아 (ARIA)                                 | 3x Platinum  | 210,000^      |
| 오스트리아 (IFPI 오스트리아)                          | 골드         | 25,000*       |
| 캐나다 (뮤직 캐나다)                                  | 6× 플래티넘  | 600,000^      |
| 프랑스 (SNEP)                                         | 플래티넘     | 338,600       |
| 독일 (BVMI)                                           | 3× 골드      | 750,000^      |
| 이탈리아                                              | —            | 60,000        |
| 일본                                                  | —            | 197,000       |
| 네덜란드 (NVPI)                                       | 플래티넘     | 100,000^      |
| 뉴질랜드 (RMNZ)                                       | 5× 플래티넘  | 75,000^       |
| 스페인 (PROMUSICAE)                                   | 골드         | 50,000^       |
| 스위스 (IFPI 스위스)                                  | 플래티넘     | 50,000^       |
| 영국 (BPI)                                            | 2× 플래티넘  | 600,000^      |
| 미국 (RIAA)                                           | 13× 플래티넘 | 13,000,000^   |
| 요약                                                  |              |               |
| 전세계 sales in 2016                                  | —            | 700,000       |
| 전세계                                                | —            | 25,000,000    |
| *판매량을 기반으로 한 인증 ^출하량을 기반으로 한 인증 |              |               |

## 같이 보기
- 가장 많이 팔린 음반 목록
- 미국에서 가장 많이 팔린 음반 목록